# Birgenair
Birgenair foi uma companhia aérea turca com sede em Istambul, Turquia.

## História
A Birgenair foi fundada em 1988 e iniciou as operações de vôo em agosto de 1989 com um Douglas DC-8-61 . A aeronave inicialmente entrou em voos charter especiais para trabalhadores turcos convidados. Com o aumento do turismo em massa na Turquia, uma estreita cooperação com a operadora de turismo alemã desenvolveu a Öger Tours, que permitiu a expansão da empresa no início dos anos 1990. Em abril de 1992, a frota foi aumentada com um Boeing 757-200 e em março de 1993 com um Boeing 737-300. Para melhorar a utilização da aeronave, o Boeing 757 foi operado temporariamente para outras companhias aéreas em regime de wet-lease nos meses de inverno com pouca demanda, inclusive para a Caribbean Airways, com sede em Barbados. A empresa vendeu seu DC-8 em 1994 para a ABX Air e alugou sucessivamente dois Boeing 727-200 da Iêmenia e um McDonnell Douglas DC-10-30 da Skyjet.
Para poder continuar seus voos transatlânticos no inverno de 1995 e 1996, a Öger Tours e a Birgenair entraram em uma cooperação com a recém-fundada empresa dominicana Alas Nacionales em 1995. Esta empresa sediada em Puerto Plata possuía um certificado de operação aérea, mas não possuía nenhuma aeronave. Alas Nacionales solicitou direitos de rota para voos para a Alemanha, que deveriam ser operados pela Birgenair. Em troca, os acionistas da empresa dominicana receberam a perspectiva de um bônus de 10 marcos alemães por passageiro transportado. Após receber os direitos de vôo, Birgenair transferiu seu Boeing 767-200ER para a República Dominicana, onde a aeronave foi registrada com a empresa parceira em 25 de outubro de 1995 com a matrícula HI-660CA. A aeronave oficialmente alugada para Alas Nacionales continuou a usar as cores da sociedade turca, exceto por uma alteração nas letras. Seus voos charter entre a República Dominicana e a Alemanha começaram uma semana depois. Além disso, a Birgenair alugou seu Boeing 757-200 para a companhia aérea argentina STAF em novembro de 1995 e o utilizou em cinco pares de voos entre a República Dominicana e Buenos Aires. Após o término do aluguel em janeiro de 1996, o Boeing 757 foi estacionado em Puerto Plata.
A publicidade negativa sobre a Birgenair e outros organizadores de voos com desconto na Alemanha após o desastre do voo 301, acabou causando uma queda nas reservas. Como resultado, Birgenair suspendeu todos os voos em 8 de março de 1996. Foi planejado originalmente para retomar as operações de vôo no ano seguinte. No entanto, a empresa pediu concordata logo após encerrar suas atividades.

## Frota
| Aeronave                   | Total | Anos de operação | Notas               |
| -------------------------- | ----- | ---------------- | ------------------- |
| Boeing 707-320C            | 1     | 1991-1991        | Alugado da TAROM .  |
| Boeing 727-200             | 2     | 1994-1994        | Alugado da Yemenia  |
| Boeing 737-300             | 1     | 1993-1996        |                     |
| Boeing 757-200             | 2     | 1992-1996        |                     |
| Boeing 767-200ER           | 1     | 1995-1996        |                     |
| Douglas DC-8-61            | 1     | 1989-1994        |                     |
| McDonnell Douglas DC-10-30 | 1     | 1994-1994        | Alugado da Skyjet . |

## Acidentes
- 6 de fevereiro de 1996: um Boeing 757-200 prefixo TC-GEN, operando o Voo Birgenair 301, caiu no Oceano Atlântico logo após a decolagem do Aeroporto Internacional General Gregorio Luperón. Todas as 189 pessoas a bordo, entre passageiros e tripulantes, morreram.[9]